# Karl Rignell (präst)

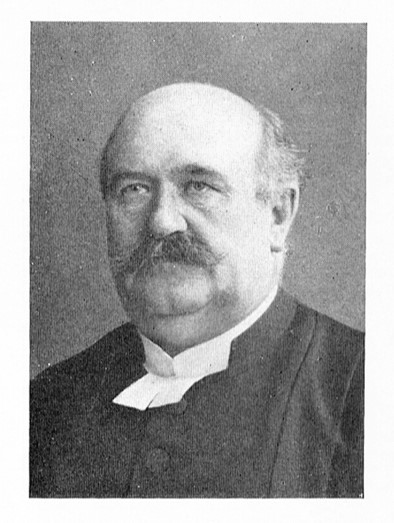
Karl Rignell omkring 1920

Karl Emanuel Rignell, född 11 februari 1876 i Svensköps församling, Malmöhus län, död 21 april 1936 i Everlövs församling, Malmöhus län, var en svensk präst. Han var bror till Ludvig Rignell samt far till Gösta och Karl-Erik Rignell.
Rignell, vars far var kantorn och folkskolläraren Anders Larsson, blev student vid Lunds universitet 1896, avlade teoretisk teologisk examen 1899, praktisk teologisk examen 1900 samt blev filosofie kandidat 1909. Rignell var vicepastor i Hjärnarp 1900. Han blev komminister i Slimminge församling 1909 och kyrkoherde i Everlövs församling 1914.
Karl Rignell var sedan 1906 gift med Alma Nilsson (1880–1956).